# Cannone da 20/77 M41 Scotti
Die Cannone-mitragliera da 20/77 Scotti war eine italienische Flugabwehrkanone, die von der Wehrmacht im Zweiten Weltkrieg erbeutet wurde.

## Geschichte
Die 1932 bei Oerlikon in der Schweiz entwickelte Waffe wurde 1937 als Lizenzbau mit der Bezeichnung Cannone-mitragliera da 20/77 Scotti in das italienische Heer eingeführt. Es war neben der Cannone-mitragliera da 20/65 modello 35 (Breda) das Standardgeschütz im Bereich der leichten italienischen Flugabwehrwaffen. Nachdem das italienische Heer, nach dem Waffenstillstand von Cassibile im September 1943 entwaffnet worden war, konnten einige unter der Bezeichnung 2-cm-FlaK Scotti auf deutscher Seite eingesetzt werden. Sie verblieben meist auf dem italienischen Kriegsschauplatz oder wurden in Jugoslawien zur Partisanenbekämpfung eingesetzt. Der Höchststand an einsatzbereiten FlaK in den Reihen der Wehrmacht wurde im Februar 1945 mit 497 Stück erreicht.
Die 227,5 Kilogramm schwere FlaK konnte mit ihren 0,125 Kilogramm schweren Geschossen Ziele bis in 3500 Meter Höhe bekämpfen. Anfangs noch mit Laderahmen zu je zwölf Schuss, später auch mit Gurtmunition, konnte eine theoretische Feuergeschwindigkeit von 230 bis 250 Schuss in der Minute erreicht werden.